# 海豹獵捕

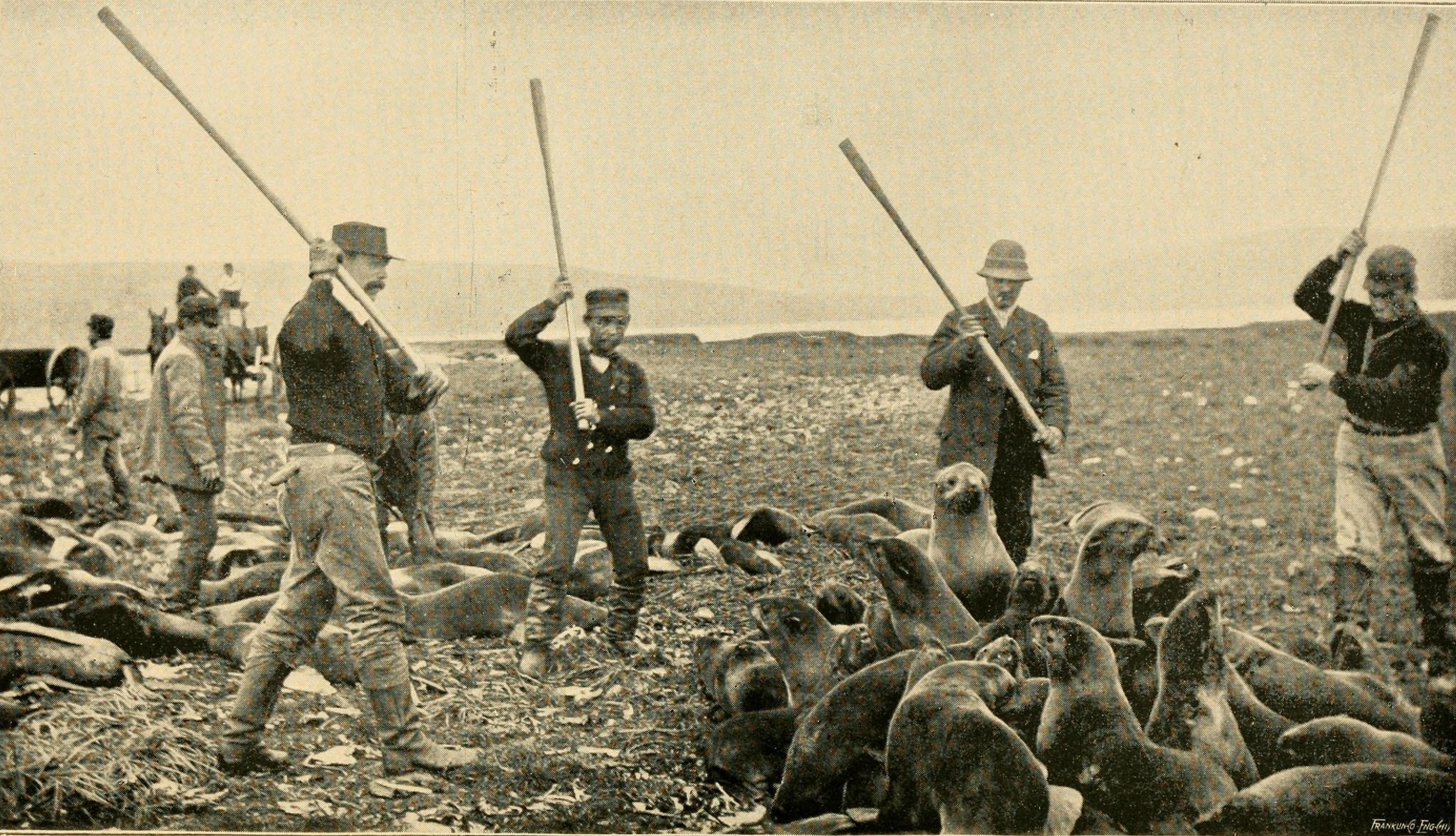
1890年代阿拉斯加聖保羅島的海狗獵人

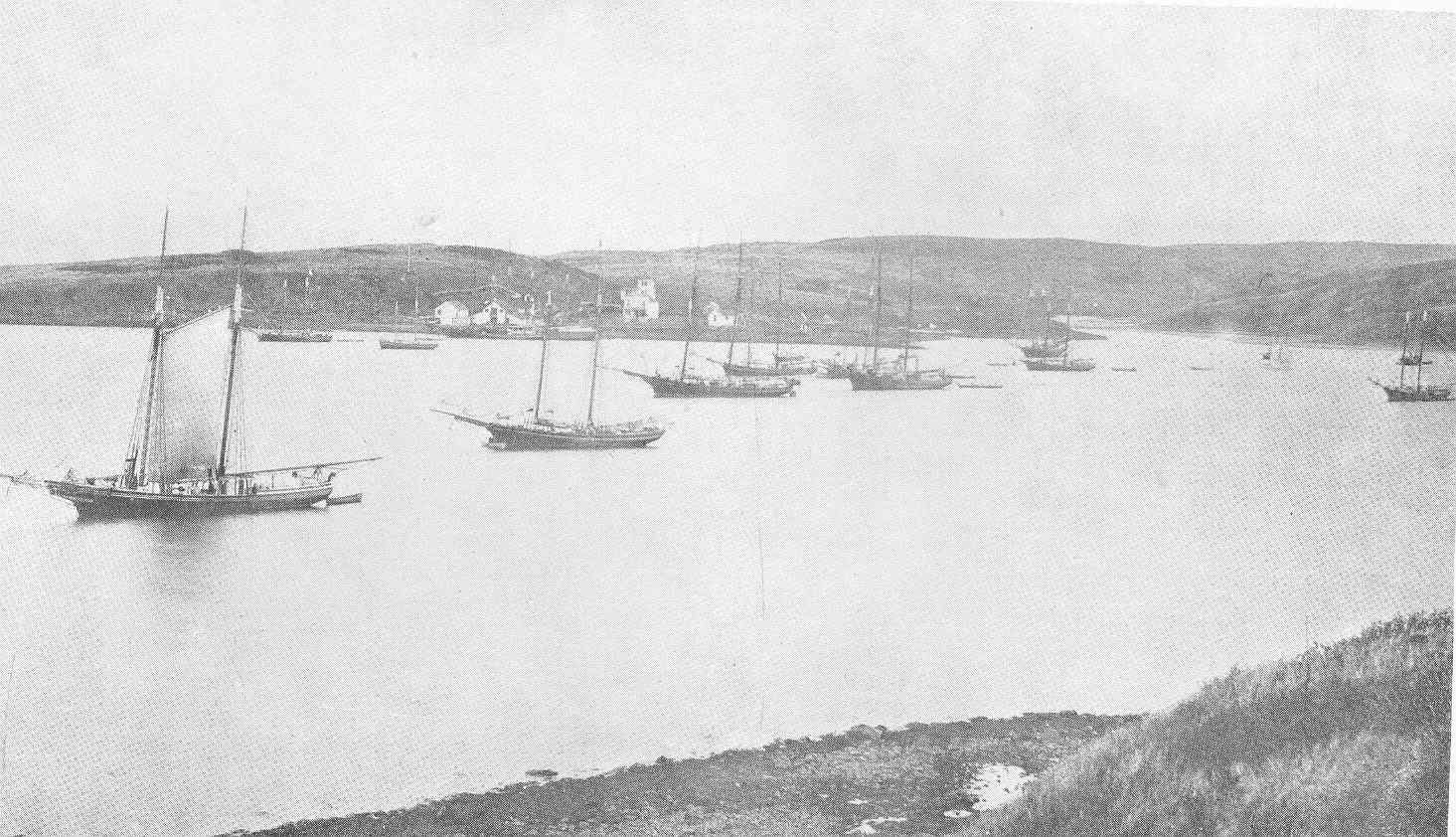
阿拉斯加桑德波因特的捕海豹船隊，攝於1893年

海豹獵捕（英語：Seal hunting 或 Sealing；法語：Chasse aux phoques；因紐特語：Nattirhiurtuq）是指人類出於生活需求或商業利益而獵捕海豹（true seals）與海狗（fur seals）的行為。現今的獵捕活動大多分布於北極圈內，包含阿拉斯加、加拿大、冰島、挪威、俄羅斯、芬蘭、瑞典與格陵蘭等地，此外亦可見於非洲西岸的納米比亞。
海豹獵捕主要區分成傳統捕獵和商業捕獵兩種。前者可追溯至末次冰期結束後（約一萬年前）不久的北歐與北美，至今仍是因紐特人等美洲原住民生活的一部分。商業捕獵則一般被認為始於16世紀，重點主要是脂肪和毛皮。
現代的商業性海豹捕獵由於其規模之大、速度之快和不人道的手段而備受爭議。現今全球每年獵殺約900,000頭海豹和海狗，其中以加拿大、格陵蘭和納米比亞的獵捕量為大宗，三者共占總數量約60%。

## 海豹捕杀业介绍

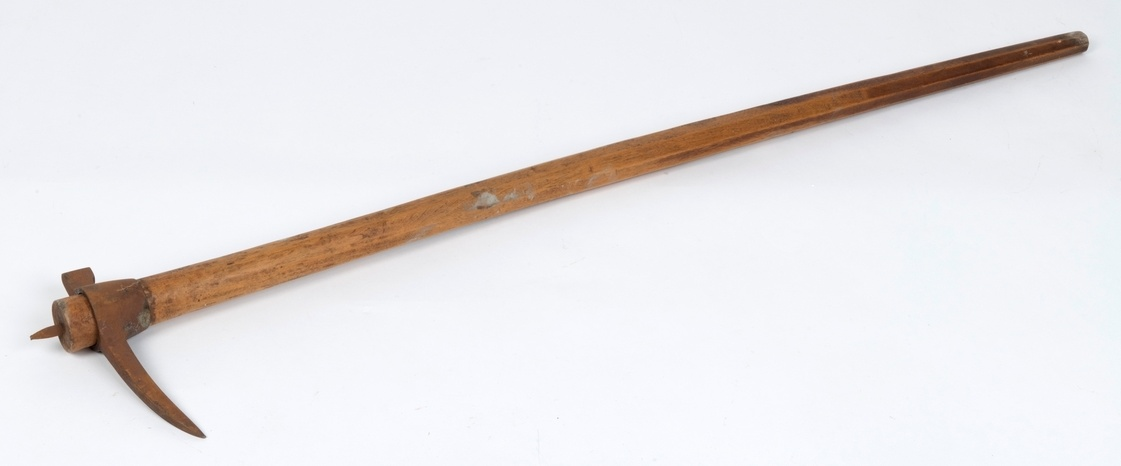
刺棒（Hakapik）一種殺海豹的工具

2006年4月12日，加拿大50年来规模最大的捕猎海豹行动正式开始，国际动物保护组织和环保组织的强烈抗议加拿大政府所谓的“更为温和的捕猎行动”。 
現時除了加拿大以外，海豹捕殺尚在以下國家及地區是合法的：格陵蘭、納米比亞、挪威及俄羅斯。當中，加拿大及挪威更把「嬰兒海豹捕殺」行為發展成為觀光業，讓旅客「一展身手」。很明顯，這與加拿大政府所聲稱的「海豹捕殺是有關地區的重要收入及食物來源，因為當地的其他選擇不多」不符。
在加拿大，捕杀海豹合法，每年春天是猎杀海豹的季节，加拿大东部有1万多户家庭以此为生。

## 加拿大海豹猎杀业规模

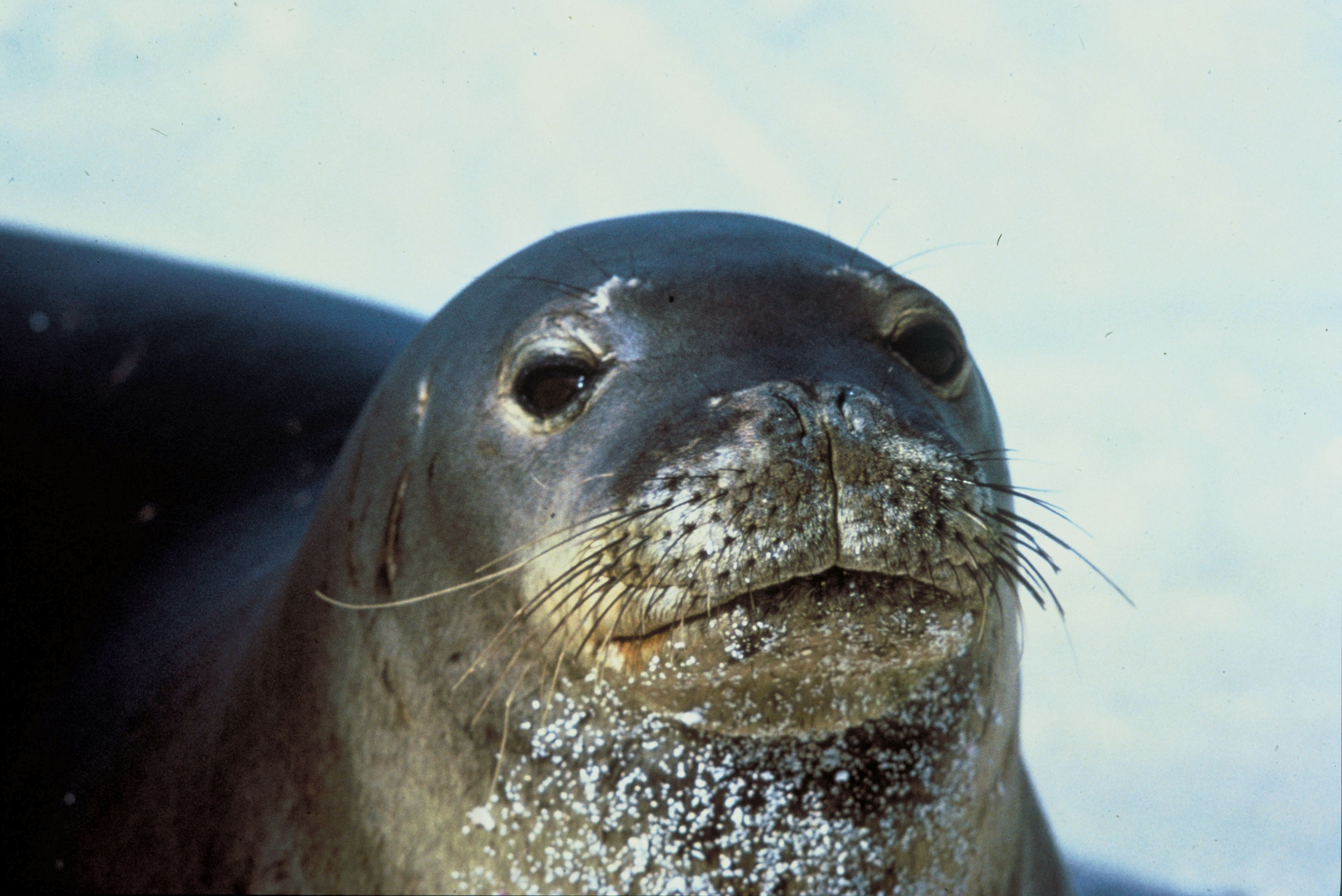
温驯的海豹成为猎物

加拿大政府在1942年宣布控制每年捕杀海豹的数量为1.5万头（加拿大东部纽芬兰省附近的大西洋海域内海豹约500万头）。
进入21世纪后，世界海豹皮市场需求大增，加拿大捕杀海豹数量也大幅上升。2004至2006三年间，加拿大猎杀了近100万头海豹，即每出生3头海豹就有至少1头被杀。
2006年，加拿大猎人在加拿大圣劳伦斯海湾的冰川上猎杀了33.5万只小海豹，是有史以来最高的猎杀配额。2005年，加拿大海豹猎杀业收入830万英镑。
加拿大联邦海洋渔业部（部长贺恩）每年宣布海豹猎杀配额。

## 海豹捕殺原因
1. 非濒危物种 加拿大的产业界和政府认为：海豹数量大，不属濒危物种，可供大规模商业捕杀
2. 鳕鱼产量 21世纪以来加拿大海域的鳕鱼产量连年下降，如果不猎杀捕食鳕鱼的海豹，鳕鱼的产量将继续下降（渔业专家指出，鳕鱼储量下降是因为人类的过度捕捞，海豹的数量并不会影响海岸鱼类的储量）。[3]
3. 税收 2004年加拿大东海岸地区的商业海豹猎杀贡献税收1650万美元，2003年为约1300万美元，2002年为约2100万美元

## 反對者的觀點

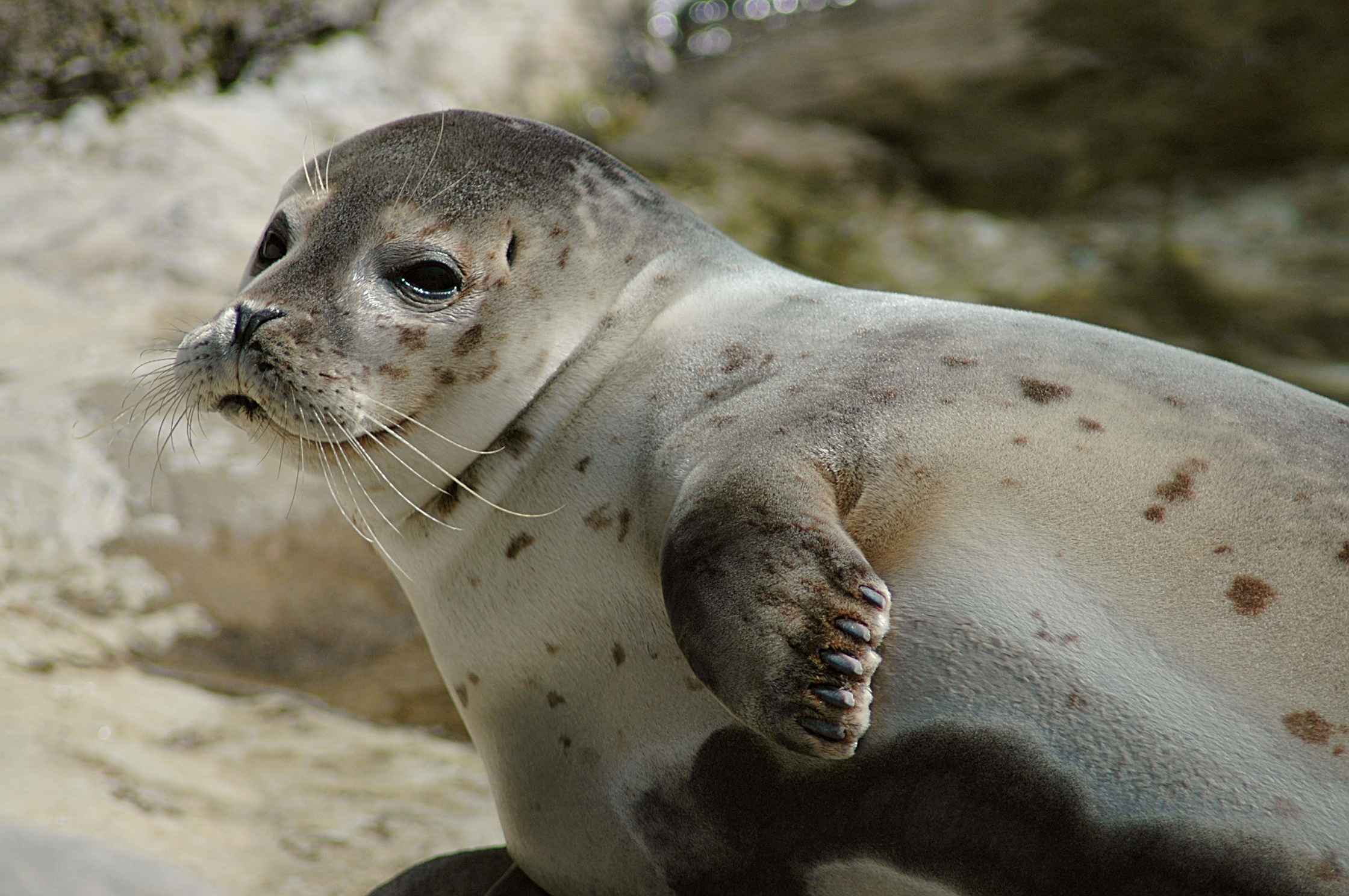
皮毛是業者所需求的產品之一

过去海豹猎人，手持木棒或斧头，走近海豹当头一击，它们就会立即丧命。但实际上猎杀者也有可能只打昏海豹后就活剥海豹皮（国际爱护动物基金会要求的在剥海豹皮之前必须进行简单的测试以确保海豹已经死亡，实际上很少有猎人照做）。反對者認為有部分不肖猎人，直接抢过母海豹怀里的小海豹，敲死小海豹马上剥皮。
亚洲的海豹鞭市场成为即欧美海豹毛皮市场之后的加拿大海豹猎杀业供应的主要市场，而其猎取手段也更加残忍——活生生用斧头剁下雄海豹的生殖器，然后任它们在冰上慢慢死去。
加拿大政府制定规定，禁止猎杀皮毛仍为白色、出生不满12天的小海豹等。但95%被猎杀的海豹仅12天到3个月，因为小海豹游泳技能还很不娴熟，不愿离开冰面，更容易捕杀。

## 海豹产品的消费
- 1960年代在动物保护者的努力下，欧洲市场禁止了海豹毛皮消费和贸易，消费者以穿用海豹毛皮为耻。
- 目前北美、欧洲市场上一般见不到海豹产品，因为遭到消费者抵制。但在亚洲市场上，海豹产品依然畅销，但实际上海豹产品的功效根本不像亚洲消费者想象的那么神奇。

## 各国批评和评论
- 国际善待动物组织成员以半裸体示威、模拟被剥去皮毛的海豹等方式抗议加拿大海豹捕杀业。
- 世界动物保护协会称“加拿大猎杀海豹活动是这个星球上最残忍和最大规模的捕猎活动！”[6]
- 美国保护动物协会表示，如果2006年加拿大的海豹猎捕达到令人无法接受的残忍程度，该组织将呼吁联合抵制加拿大的海产品。
- 英美等国的环保人士呼吁抵制加拿大的商品。
- 墨西哥参议院正式谴责了加拿大的行动，要求墨西哥禁止海豹毛皮产品进口到该国。
- 2009年5月5日，欧洲议会通过有关禁止海豹产品在欧盟市场交易的立法议案，以确保以商业为目的捕杀的海豹产品不再出现在欧盟市场。这项立法将于2010年正式生效。 [7]

## 外部連結
- 抗議加拿大海豹捕杀「運動」的網站